# Cedrowa rewolucja
Cedrowa rewolucja – masowe demonstracje w Libanie z 2005 roku. Uczestnicy protestów domagali się: wycofania wojsk syryjskich z Libanu, dymisji rządu Umara Kamariego, demokratyzacji kraju, zakończenia ingerencji krajów sąsiednich w politykę państwa. W wyniku protestów władze syryjskie opuściły Liban. W protestach wzięło udział ok. miliona mieszkańców Libanu. Nazwa protestu wywodzi się od cedru – symbolu Libanu.

## Tło wydarzeń
Trwająca w latach 1975–1989 wojna domowa zakończyła się podpisaniem dnia 22 października 1989 roku porozumienia pomiędzy walczącymi stronami. Podczas wojny domowej Syria od 1976 roku utrzymywała swoją armię na terenie Libanu. Na mocy Traktatu o braterstwie, współpracy i kooperacji z 22 maja 1991 roku zalegalizowano obecność wojsk syryjskich oraz zawarto porozumienie w sprawie współpracy gospodarczej, politycznej, wojskowej i bezpieczeństwie państwa pomiędzy Libanem a Syrią. Polityka Syrii wobec sąsiada opierała się na odbudowie gospodarki Libanu oraz wzmocnienia jej pozycji jako ośrodka oporu przeciwko Izraelowi. Do 2004 roku w Libanie stacjonowało ok. 14 tys. żołnierzy i przedstawicieli sił bezpieczeństwa z Syrii. W tym samym roku Rada Bezpieczeństwa Organizacji Narodów Zjednoczonych wydała rezolucję nr 1559, nakazującą wszystkim obcym wojskom wycofanie się z Libanu oraz rozbrojenie Hezbollahu, wspierającego politykę Syrii wobec Libanu.
Przed wybuchem protestów przedstawiciele Postępowej Partii Socjalistycznej,
Demokratycznego Forum, Libańskich Sił Chrześcijańskich, Demokratycznego Ruchu Lewicy,
Wolnego Frontu Patriotycznego podpisali tzw. Deklarację Bristolską. W dokumencie partie zobowiązały się do podjęcia działań w celu usunięcia wojsk syryjskich oraz przeprowadzenie w 2005 roku wolnych wyborów parlamentarnych. Deklaracji nie podpisały prosyryjskie partie i organizacje (m.in. Hezbollah). Koalicja skupiona wokół Deklaracji Bristolskiej stanowiło zagrożenie dla sprawujących władzę polityków szyickich, wspieranych przez Syrię.
14 lutego 2005 roku w Bejrucie przeprowadzono zamach bombowy, w którym zginęły 23 osoby, w tym były premier Rafik al-Hariri. Harari był politykiem wywodzącym się z sunnickiej społeczności libańskiej, symbolem odbudowy Libanu po wojnie domowej z lat 1975–1989. Politycy opozycyjni wobec władz syryjskich ogłosiły, że zamach zorganizowano na polecenie prezydenta Syrii Baszszara al-Asada. Członkowie Hezbollahu i Ruchu Amal o zamach oskarżyły Izrael.

## Protesty
Protesty wybuchły w drugiej połowie lutego 2005 roku. Uczestnicy manifestacji domagali się wycofania wojsk syryjskich z Libanu. Jednym z symboli protestów stały się czerwono-białe szaliki, symbolizujące „powstanie niepodległościowe” opozycji. W protestach uczestniczyło ok. miliona osób. Podczas rewolucji, skłóceni na co dzień chrześcijanie, druzowie i sunnici zawarli ogólnonarodowy sojusz. W czasie protestów Hezbollah organizował wiece poparcia dla Syrii.
1 marca Umar Karami podał się do dymisji. Ponownie próbował utworzyć rząd, jednak ostatecznie ustąpił 13 kwietnia 2005. Nowy rząd powołał Nadżib Mikati.
W wyniku długotrwałych protestów i nacisków opinii międzynarodowej, 30 kwietnia 2005 roku wojska syryjskie opuściły Liban. 

## Następstwa
Krótko po wycofaniu wojsk syryjskich wróciły konflikty na tle religijnym. W dniach 29 maja i 19 czerwca 2005 roku przeprowadzono pierwsze od 30 lat wybory parlamentarne, które wygrała koalicja antysyryjska. 30 czerwca nowym premierem został Fouad Siniora. W składzie jego rządu znaleźli się przedstawiciele wszystkich partii politycznych Libanu. Zdecydowano, że 128 miejsc w parlamencie podzieli się po połowie pomiędzy chrześcijanami a muzułmanami.
1 marca 2009 roku powołano Komisję, która miała zbadać okoliczności zamachu i skazać winnych. Komisja wykazała, że zamach przeprowadziło kilku wysoko postawionych członków libańskiej sceny politycznej oraz dwóch współpracowników prezydenta Syrii Baszar al-Asada.
Cedrową rewolucję postrzegano jako jeden z elementów (obok m.in. protestu kobiet w Kuwejcie, przeprowadzenia wyborów samorządowych w Arabii Saudyjskiej, zapowiedzi przeprowadzenia demokratycznych wyborów prezydenckich w Egipcie) rozpoczęcia procesu demokratyzacji Bliskiego Wschodu po amerykańskiej inwazji na Irak w 2003 roku. Zmiany w Libanie, Arabii Saudyjskiej i Egipcie okazały się krótkotrwałe i nie przyczyniły się do demokratyzacji regionu.